# Drawing the Target Around the Arrow
Drawing the Target Around the Arrow é o segundo álbum de estúdio da produtora estadunidense Caroline Polachek, lançado sob o nome CEP (suas iniciais). É o primeiro lançamento de Polachek depois do fim da sua banda Chairlift no mês anterior. O projeto foi lançado em 19 de janeiro de 2017 pela Pannonica, um selo da Bella Union, como um álbum surpresa. O álbum foi anunciado em um tweet em 18 de janeiro e lançado como um download gratuito no dia seguinte. O álbum foi promovido com um concerto na National Sawdust com um coral de doze pessoas.

## Composição
Drawing the Target Around the Arrow é diferente do trabalho anterior de Polachek por consistir apenas de faixas instrumentais minimalistas Polachek criou o álbum a partir de ondas senoidais, porque estava ficando cansada de quão "específica a um gênero" música estava se tornando e queria reduzí-la a suas partes mais básicas. Ela também gostava da ideia de criar música "útil" para acordar ou trabalhar. O título do álbum vem do pregador lituano-judeu do século XVIII Dubno Maggid, explicando como ele cria suas fábulas. Como Polachek resumiu, "é sobre honrar seus impulsos e trabalhar com o que você tem na sua frente."

## Recepção crítica
| Críticas profissionais | Críticas profissionais |
| Avaliações da crítica  | Avaliações da crítica  |
| Fonte                  | Avaliação              |
| ---------------------- | ---------------------- |
| Pitchfork              | 7.0/10                 |

Thea Ballard da Pitchfork considerou a composição de "geralmente discreta, onde as faixas individuais frequentemente andam juntas" e que "talvez o aspecto mais satisfatório desse lançamento seja sua forma de expressão definitivamente não-linguística."

## Alinhamento de faixas
Todas as faixas foram escritas e produzidas por Caroline Polachek.
| N.º            | Título              | Duração |  |
| 1.             | "Lilians Pavillion" | 2:57    |  |
| 2.             | "Doves"             | 1:37    |  |
| 3.             | "Hive Dream"        | 2:05    |  |
| 4.             | "Borg Pillow"       | 5:36    |  |
| 5.             | "Low Tide"          | 3:52    |  |
| 6.             | "1pm Water"         | 1:53    |  |
| 7.             | "Up the Flagpole"   | 4:07    |  |
| 8.             | "Missed Exit"       | 2:14    |  |
| 9.             | "Black Background"  | 2:27    |  |
| 10.            | "Vertical Sunset"   | 2:22    |  |
| 11.            | "Valley Hum"        | 4:24    |  |
| 12.            | "Singalong"         | 5:12    |  |
| 13.            | "I Can't Wait"      | 3:19    |  |
| 14.            | "Pupil"             | 5:32    |  |
| 15.            | "7pm Window Seat"   | 3:23    |  |
| 16.            | "8pm Sleeping Fish" | 2:52    |  |
| 17.            | "Verge of Crying"   | 2:24    |  |
| 18.            | "3pm You Are Here"  | 3:36    |  |
| Duração total: | Duração total:      | 60:41   |  |